# Ardeluța
Ardeluța – wieś w Rumunii, w okręgu Neamț, w gminie Tarcău. W 2011 roku liczyła 34 mieszkańców.